# Сны?
«Сны?» — полнометражный художественный фильм, первая в России интернет-премьера фильма, дебютная кинокартина режиссёра Владимира Ракши, первая главная роль актрисы Дианы Дэлль.

## Сюжет
К несимпатичному, скучающему и одинокому психоаналитику Андрею Дмитриевичу, в кабинете которого висит портрет Фрейда, приходит красивая девушка и рассказывает ему о своих снах. После этого всякий раз, когда Андрей Дмитриевич просыпается, он попадает в различные невероятные ситуации: пожар в доме его друга и коллеги, встреча со своими двойниками, очередь на проходной в рай. Через какое-то время он перестает понимать, проснулся ли он на самом деле или происходящее с ним — всего лишь очередной сон. Единственное, что объединяет все эти «сны» — приходившая к нему на прием девушка, в которую он влюбляется. Ему становится нужна только она, но она ему отказывает. За это Андрей Дмитриевич решает отомстить своему другу и убивает его. Доведенный до отчаяния потерей чувства реальности, он прыгает с крыши. Перед тем, как прыгнуть, он узнает, что девушку, преследующую его из сна в сон, зовут Даша. После «самоубийства» он просыпается в гробу, а его друг с загадочной девушкой Дашей несут цветы на его могилу.

## В ролях
- Диана Дэлль — Даша
- Василий Стоноженко — Андрей Дмитриевич
- Алик Гульханов — лучший друг и коллега Андрея Дмитриевича
- Александр Новиков — милиционер
- Сергей Вольхин
- Александр Филатов
- Антон Джамбеков

## Интернет-премьера
Фильм «Сны?» стал первым в России полнометражным игровым фильмом, премьера которого состоялась в Интернете (1 декабря 2009 года в 19.00). Режиссёр фильма Владимир Ракша объясняет, почему было принято решение представить зрителю картину именно таким образом:
«Я отдаю себе отчет в том, что фильм не рассчитан на массовую аудиторию. Поэтому мы трезво оценили затраты, которые сложились бы из изготовления кинокопий и проведения рекламной кампании, и поняли, что в них нет реальной необходимости. Гораздо верней будет ориентироваться на априори заинтересованную аудиторию — пользователей Сети, и сообщить им о нашем проекте через целевые Интернет-ресурсы. В дальнейшем наша онлайн-площадка будет открыта для других авторов».
Сайт фильма «Сны?» — это «виртуальный» кинотеатр, в котором можно смотреть фильм онлайн, с которого можно легально скачать фильм и на котором содержится информация о фильме.
Первая мировая интернет-премьера фильма состоялась в Великобритании в 18:00 5 сентября 2003 года. Фильм This is not a love song был доступен для онлайн просмотра до 19 сентября 2003 года.

## Фильм-мистерия
«Сон — это маленькая смерть. Жизнь — это большой сон» — эпиграф к фильму, выражающий основную идею картины. Запутанный сюжет, сюрреалистические сцены и загадочный смысл, близкий к философским идеям субъективных идеалистов, позволяют отнести фильм к артхаусу.

## Музыка
Автор саундтрека к фильму — Марат Файзуллин, сочинивший также музыку к фильму «Путь». Партии саксофона исполняет известный саксофонист Алекс Новиков (сыгравший в фильме роль милиционера). Песню «Сны» исполняет актриса Диана Дэлль (сыгравшая в фильме главную роль).

## Восприятие
Фильм вызвал неоднозначную реакцию в прессе. Признается, что о нём «уже трубят СМИ» и что интернет, может быть, «и впрямь лучшее место для режиссерских экспериментов». Но также отмечают, что фильм отличается «какой-то принципиальной оторванностью как от реальной жизни за окном студии, так и от магистральных путей, по которым идет развитие современного кино».
По итогам двух недель, прошедших с момента премьеры, сайт фильма «Сны?» посетило более 75 тысяч человек, — в пересчете на привычные реалии это порядка 160 сеансов в кинотеатре «Художественный» при полном зале.

## Близкие фильмы
Похожая идея не-различения вымысла и реальности встречалась в кинематографе и ранее. Например, в фильмах «Кабинет доктора Калигари», «Бойцовский клуб», «Малхолланд Драйв», «1408».